# Taiwan KOM Challenge
Le Taiwan KOM Challenge est une course cycliste disputée en automne dans le comté de Hualien, à Taïwan. Créée en 2012, l'épreuve est reconnue comme l'une des courses cyclistes les plus difficiles au monde car elle compte près de 3 500 m de dénivelé positif, sur un parcours de 105 kilomètres. Elle est organisée par la Fédération taïwanaise de cyclisme. 

## Présentation
La course présente un parcours de 105 kilomètres débutant à Hualien et jonché de plus de 80 kilomètres de montagne à travers notamment les Gorges de Taroko, avec un pic à 3 275 mètres d'altitude au Mont-Wuling.
L'édition 2016 réunit 386 participants de 25 nations différentes, avec de nombreux coureurs professionnels. Une compétition pour les femmes est également organisée.

## Palmarès

### Hommes
| Année | Vainqueur       | Deuxième           | Troisième         |
| ----- | --------------- | ------------------ | ----------------- |
| 2012  | John Ebsen      | Peter Pouly        | David McCann      |
| 2013  | Rahim Ememi     | Amir Zargari       | Wang Yin-chih     |
| 2014  | John Ebsen      | Yeung Ying-hon     | Ariya Phounsavath |
| 2015  | Damien Monier   | John Ebsen         | Mark Dowling      |
| 2016  | Óscar Pujol     | Jai Hindley        | Ben Dyball        |
| 2017  | Vincenzo Nibali | Óscar Pujol        | John Ebsen        |
| 2018  | John Ebsen      | Benjamin Dyball    | Damien Monier     |
| 2019  | Anthon Charmig  | Benjamin Dyball    | Pierpaolo Ficara  |
| 2020  | John Ebsen      | Christian Trenchev | Huang Kuan-lin    |
| 2021  | Feng Chun-kai   | Lu Shao-hsuan      | Huang Kuan-lin    |
| 2022  | John Ebsen      | Huang Kuan-lin     | Lu Shao-hsuan     |
| 2023  | Benjamin Dyball | Jesús David Peña   | Sohei Kaneko      |

### Femmes
| Année | Vainqueur        | Deuxième         | Troisième             |
| ----- | ---------------- | ---------------- | --------------------- |
| 2013  | Eri Yonamine     | Tiffany Cromwell | Lian Yin Yi Ch        |
| 2014  | Marg Fedyna      | Qin Xin          | Guo Nian Wen          |
| 2015  | Eri Yonamine     | Marg Fedyna      | Tseng Hsiao-chia (en) |
| 2016  | Emma Pooley      | Yumiko Goda      | Cheung Zi Yin         |
| 2017  | Emma Pooley      | Hayley Simmonds  | Emily-Grace Collinge  |
| 2018  | Lucy Kennedy     | Emma Pooley      | Edwige Pitel          |
| 2019  | Ashleigh Moolman | Marianne Vos     | Kate McIlroy          |
| 2020  | Kuo Chia-chi     | ?                | Sandra Boesiger       |
| 2021  | Zeng Ke-xin      | Wang Hsin-hui    | Chen Tzi-yin          |
| 2022  | Chiu Xen-xin     | Cheng Shi-xuan   | Wang Xin-hui          |
| 2023  | Shoko Kashiki    | Tsubasa Makise   |                       |